# 刘兆江
刘兆江（1924年—），男，直隶（今河北）井陉人，中国作曲家，曾任中国音乐家协会理事。